# Pont de Crimea
El Pont de Crimea (en rus: Крымский мост, transcrit Krimski most; en ucraïnès: Кримський міст, transcrit Krimski mist, en tàtar de Crimea: Keriç Köpüri, pronunciat Kéritx Köpöri), anomenat també Pont de l'Estret de Kertx (en ucraïnès: Міст через Керченську протоку, transcrit Mist txèrez Kèrtxensku protoku), o Pont de Kertx (en ucraïnès: Керченський міст, transcrit Kèrtxenski mist), és una parella de ponts paral·lels, un amb una carretera, l'altre ferroviari, que travessen l'Estret de Kertx entre la península de Taman, al krai de Krasnodar, a Rússia, i la península de Kertx de Crimea, que és un territori en disputa entre Rússia i Ucraïna. El pont fou construït per Rússia després d'annexionar-se Crimea al principi de la guerra russo-ucraïnesa. Té una llargada de 19 km (11.8 mi), que fan que sigui el pont més llarg construït mai per Rússia, i el pont més llarg d'Europa. A més del transport, la intenció de Rússia en fer el pont fou solidificar les seves pretensions a Crimea.
El gener de 2015, l'empresa Stroygazmontazh, d'Arkady Rotenberg va guanyar el contracte per a la construcció del pont. Les obres van començar el febrer de 2016; el president rus Vladímir Putin va inaugurar el pont amb la carretera el 15 de maig de 2018 i es va obrir als cotxes el 16 de maig i als camions el primer d'octubre. El pont ferroviari es va inaugurar el 23 de desembre de 2019 i el primer tren regular de passatgers va travessar el pont el 25 de desembre de 2019. El pont es va obrir als trens de mercaderies el 30 de juny de 2020. El rècord de trànsit es va registrar el 15 d'agost de 2020, amb 36.393 cotxes.
El pont es va batejar com a "Pont de Crimea" després d'un vot per internet el desembre de 2017; els noms "pont de Kertx" i "pont de la reunificació" van quedar en segona i tercera posició, respectivament.
El 8 d'octubre de 2022, a les 6:07 del matí, hora local, es va produir una gran explosió a la carretera que conduïa de Rússia a Crimea, que va provocar l'enfonsament de parts del pont i l'inici d'un gran incendi.

## Història

### Propostes i intents abans de l'annexió

#### El pont ferroviari de Kertx
Des de principis del segle xx es van començar a considerar propostes per construir un pont per travessar l'estret de Kertx.
Durant la segona guerra mundial, l'Organització Todt alemanya va construir un telefèric que travessava l'estret. Es va acabar el juny de 1943 i tenia una capacitat diària de 1000 tones. La construcció d'un pont combinat de carretera i ferrocarril va començar l'abril de 1943, però abans d'acabar-se, durant la retirada, les mateixes tropes alemanyes van volar les parts acabades del pont i van destruir el telefèric.
El 1944, la Unió Soviètica va construir un pont de 4,5 km a través de l'estret. Aquest pont, que no estava dissenyat per a ser permanent, va tenir problemes greus de disseny i construcció i destruït per un flux de gel el febrer de 1945. La proposta per reparar-lo fou rebutjada ràpidament, i les restes del pont destruït es van desmuntar, per començar a plantejar dissenys de ponts permanents.

#### Propostes soviètiques
El 1949,, el govern soviètic va ordenar la construcció d'un pont de dos pisos de 5,969 km, combinant carretera i ferrocarril (dos carrils de carretera a la part de dalt, i dues vies de tren a la inferior) amb una alçada sobre l'aigua de 40 m, per connectar Yeni-Kale amb el cordó de Txuixka, però el 1950 es va aturar la construcció, i es va crear una línia de ferris.
A partir de mitjans de la dècada de 1960 es va desenvolupar una versió diferent de l'enllaç fix, el projecte hidràulic de Kertx («Керченский гидроузел»), que proposava un sistema de dics i ponts que travessava l'estret. El projecte no es va dur a terme per falta de finançament i pel col·lapse de la Unió Soviètica.

#### Acords entre els governs rus i ucraïnès
Encara que la idea d'un pont internacional que enllacés Ucraïna i Rússia va continuar viva després de la dissolució de la Unió Soviètica, els dos països no van enllestir el projecte. L'antic alcalde de Moscou Iuri Lujkov era un ferm defensor de l'autopista a través de l'estret, expressant l'esperança que acostés els crimeans a Rússia, tant en el terreny econòmic com el simbòlic. Les autoritats prorusses de Crimea van expressar esperances similars, esperant que el pont contribuís bé a una "renaixença de la Ruta de la Seda" o a una carretera multinacional al llarg de la costa de la mar Negra.
El Consell de Ministres d'Ucraïna va tornar a considerar la construcció del pont el 2006, i el llavors Ministre de Transports d'Ucraïna Mykola Rudkovsky va declarar que esperava que el pont tingués un balanç "net positiu per a Crimea" perquè permetria "que tots els turistes que visitessin el Caucas rus visitessin també Crimea". Els primers ministres dels dos països en van parlar el 2008, i una Estratègia de Transport de Rússia, que es va adoptar aquell any, contemplava la construcció del pont de l'estret de Kertx com a tema prioritari per al desenvolupament de la infraestructura de transport del districte Federal del Sud en el període 2016–2030, havent de crear-ne el disseny el 2015.
El 2010, el President d'Ucraïna Víktor Ianukòvitx i el President de Rússia Dmitri Medvédev van signar un acord per a construir un pont a través de l'estret de Kertx, i Rússia i Ucraïna van signar un memoràndum d'acord mutu sobre la construcció del pont el 26 de novembre de 2010. Un estudi de 2011 del govern ucraïnès va anunciar la seva preferència preliminar per una carretera entre el Cap Fonar i el Cap Maly Kut. Si s'hagués fet aquest projecte, hauria suposat la construcció d'un pont de 10,92 km, amb 49 km de carreteres adjacents i 24 km de ferrocarrils adjacents.
La desestimació de l'Acord d'Associació d'Ucraïna i la Unió Europea el novembre de 2013 va comportar un interès renovat en la construcció d'un pont entre Crimea i la península de Taman de Rússia, i el pla d'acció entre Ucraïna i Rússia que es va signar el 17 de desembre de 2013 incloïa un acord sobre la construcció del pont. A finals de gener de 2014, els governs ucraïnès i rus van decidir que la construcció del pont s'encarregaria a una empresa nova amb participació ucraïnesa i russa, mentre que l'empresa estatal d'autopistes russa (Avtodor) seria la responsable del pont a llarg termini. A més, es va decidir que un grup de treball especial determinaria la ubicació i decidiria els paràmetres tècnics. El Ministeri de Desenvolupament Econòmic i Comerç d'Ucraïna va estimar que la construcció duraria cinc anys i costaria entre 1.500 i 3.000 milions de dòlars. A principis de febrer de 2014, Autopistes Russes (Avtodor) va rebre l'encàrrec per part del viceprimer ministre de Rússia de preparar un informe de viabilitat que s'havia de publicar el 2015.
Durant els següents mesos, a mesura que es deterioraven les relacions entre els dos països, les negociacions bilaterals sobre el pont van fracassar, però, malgrat tot, Rússia declarava que esperava que es respectessin els acords de desembre de 2013, i el 3 de març, el primer ministre Dmitri Medvédev va signar un decret per crear una subsidiària d'Avtodor per supervisar el projecte. El 18 de març aquesta subsidiària va anunciar un concurs per l'enginyeria del projecte del pont, però en aquell moment, la premissa del concurs, que encara feia referència als acords de 2013, ja no tenia sentit.

### Annexiói inici de la construcció
Després de l'annexió de Crimea per part de Rússia el març de 2014 enmig d'un deteriorament dràstic de les relacions entre els dos països, el projecte del pont de l'estret de Kertx es va convertir en una part instrumental dels plans russos per integrar a Rússia el territori acabat d'annexionar.  Encara que Ucraïna havia perdut el control de la península, encara la podia isolar aturant enllaços de transport vitals, perquè Rússia, al contrari d'Ucraïna, no tenia comunicació terrestre amb Crimea en aquell moment, i utilitzar la línia de ferris de l'estret de Kertx tenia les seves limitacions: el trànsit de ferris s'aturava sovint a causa del mal temps, i sovint hi havia llargues cues de vehicles.
A més dels motius pràctics, el pont tenia una finalitat simbòlica: havia de demostrar la resolució de Rússia per mantenir Crimea, i proporcionar una connexió "física" de Crimea amb el territori rus. Havent deixat de ser un projecte de infraestructura bilateral, el disseny i la construcció del pont de l'estret de Kertx es van dur a terme unilateralment per Rússia, a partir d'aquell moment – i només va ser en aquell moment que la construcció d'un enllaç permanent per l'estret de Kertx va deixar de ser un projecte sempre posposat i es va convertir en realitat.
L'anunci que Rússia construiria un pont ferroviari per l'estret va ser fet pel president de Rússia Vladímir Putin el 19 de març de 2014, tot just l'endemà que Rússia reclamés oficialment Crimea com a territori propi. El gener de 2015, el contracte per la construcció del pont es va atorgar al grup SGM, i el seu propietari, Arkady Rotenberg (amic íntim de Putin) va rebre sancions internacionals com a resposta a la implicació de l'exèrcit rus en Ucraïna. Fins aquell moment, SGM sempre havia construït gasoductes i no tenia experiència en construcció de ponts, segons BBC News.
L'abril de 2014, el govern ucraïnès va donar a Rússia l'avís oficial de la seva retirada en sis mesos del ja derogat acord bilateral sobre el pont de Kertx. Des de llavors, el govern ucraïnès ha condemnat activament la construcció del pont per part de Rússia per il·legal perquè Ucraïna, "com a estat costaner en relació amb la península de Crimea", no havia donat consentiment a aquesta construcció, i va exigir a Rússia que demolís "les parts d'aquesta estructura" que estiguin ubicades en el territori ucraïnès ocupat temporalment". Els Estats Units i la Unió Europea van establir sancions contra les empreses que participaven en la construcció, i a partir de desembre de 2018 l'Assemblea General de les Nacions Unides va condemnar repetidament la construcció i la inauguració del pont per "facilitar la militarització de Crimea" i "restringir la mida dels vaixells que podin arribar als ports ucraïnesos de la costa d'Azov". Rússia, d'altra banda, va afirmar que "no demanaria permís a ningú per construir infraestructura de transport per a la població de les regions russes".
Després de la invasió russa d'Ucraïna el febrer de 2022, van augmentar els plans i les crides a la "destrucció" del pont, cosa que va comportar crítiques i garanties de protecció del pont per part de Dmitri Peskov, el Secretari de Premsa del Kremlin.

#### Explosió de 2022
El 8 d'octubre de 2022, hi va haver una gran explosió al pont, que va fer caure trossos de la carretera en direcció en Crimea i va fer que alguns vagons que portaven combustible a la secció ferroviària s'encenguessin. El president del Consell d'Estat de Crimea, Vladímir Konstantinov, va atribuir l'explosió a un atac ucraïnès. El trànsit es va recuperar poc després, però de forma limitada a les línies que quedaven.

## Disseny

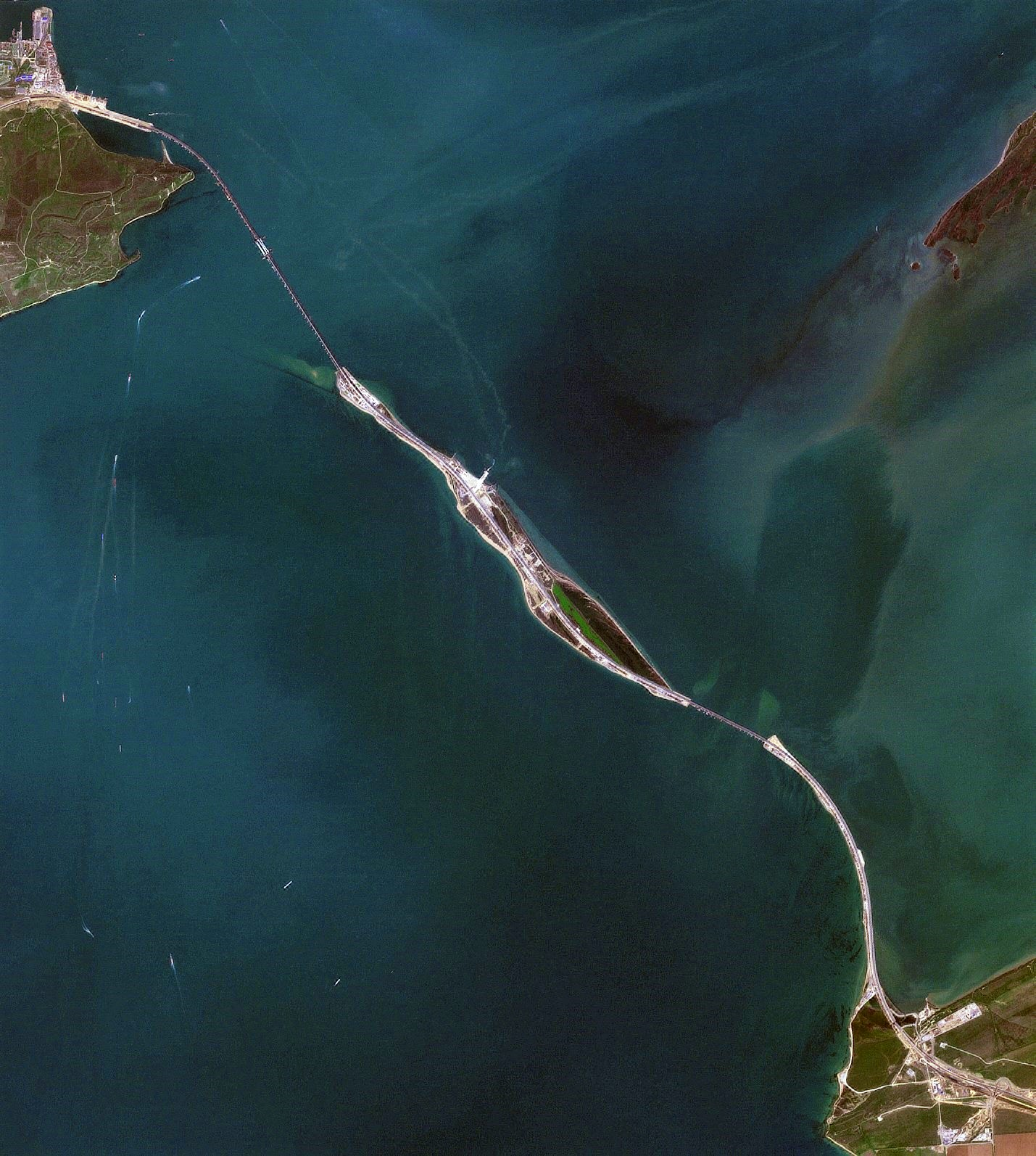
El pont, l'abril de 2018, amb l'illa de Tuzla al centre.

Després de l'annexió, l'administració russa va sospesar diferents opcions per connectar Crimea amb Rússia, incloent un túnel, però al final es va decidir pel pont.
El pont travessa l'estret de Kertx entre la península de Taman del krai de Krasnodar i la península de Kertx de Crimea.
Un esborrany de resolució del govern rus del primer de setembre de 2014 requeria que el pont tingués quatre carrils per a vehicles i un ferrocarril de doble via.
Un vídeo oficial d'octubre de 2015 mostrava un concepte del disseny del pont generat per ordinador, anotat amb mesures diverses. S'hi veia un pont amb una autopista de quatre carrils en paral·lel amb el ferrocarril de doble via. El tram principal per sobre del canal de navegació de l'estret de Kertx tindria un arc de suport d'acer de 227 m d'amplada amb una alçada de 35 m. per sobre de l'aigua per permetre el pas de vaixells. Hi haurien tres segments: de la península de Taman al cordó de Tuzla serien 7 km; per travessar l'illa de Tuzla en serien 6,5; i des de l'illa de Tuzla a la península de Crimea serien 5,5 km (19 km en total).
El concepte final va representar un canvi important respecte el projecte inicial que es considerava a finals de 2014, que contemplava la construcció de dos enllaços en forma de pont (ponts paral·lels per a la carretera i per al ferrocarril entre la península de Taman i el cordó de Tuzla i un pont de dos pisos carretera-ferrocarril entre l'illa de Tuzla i la península de Kertx) i una calçada sobre terra compactada al cordó de Tuzla. Aquest disseny es va rebutjar, perquè es va creure que la calçada tindria massa risc degut a la inestabilitat del cordó de Tuzla. El motiu oficial per l'abandonament del pont de dos pisos a favor de dues estructures paral·leles contínues va ser que aquesta última solució permet distàncies entre suports menys elevades i a més els dos ponts es poden construir simultàniament (en comptes d'haver de construir primer un nivell de pont abans de començar el segon), una consideració important per les exigències del govern rus que els enllaços per carretera i ferrocarril fossin operatius en poc temps. La "ruta per Tuzla" es va preferir a les variants més curtes (que començaven al cordó de Txuixka), sobretot perquè fer-ho d'una altra manera hauria interferit amb la línia de ferris que encara estava en funcionament, i hauria empitjorat el transport entre Rússia i Crimea.
El pont fou construït per Stroygazmontazh Ltd (SGM), que no havia construït mai cap pont important. Degut al risc de sancions, cap companyia d'assegurances internacional no va voler fer la pòlissa per un risc potencial de 3.000 milions de dòlars. Al final el va assegurar una petita empresa de Crimea.
La geologia de l'estret de Kertx és complicada: té una falla tectònica, i el substrat rocós està cobert per una capa de 60 m. de llim. S'han trobat uns 70 volcans de fang en la zona de l'estret. Més de 7.000 pilons aguanten els ponts; aquests pilons s'han enfonsat fins a 90 m per sota de la superfície de l'aigua. Alguns pilons estan inclinats per donar estabilitat a l'estructura en cas de terratrèmol.
Alguns experts han expressat els seus dubtes que la construcció sigui segura, a causa de les condicions actuals tectòniques i marines de l'estret.

## Construcció
Les obres preliminars del pont van començar el maig de 2015. S'hi van trobar més de 200 bombes i alguns avions (incloent un Iliuixin Il-2 i un Curtiss P-40 Warhawk) de la Segona Guerra Mundial durant les feines de neteja prèvies. Es van construir tres ponts temporals, per facilitar-hi l'accés (independent del temps i dels corrents) durant la construcció principal. L'octubre de 2015, ja s'havia construït el primer pont temporal, que connectava l'illa de Tuzla amb la península de Taman.
La construcció principal va començar el febrer de 2016. Els primers pilons es van instal·lar a principis de 2016, i l'abril de 2016 es va construir el primer pilar del pont de la carretera. Els fonaments del pont de la carretera es van completar l'agost de 2017. Els dos arcs per al canal de navegació (per damunt del Canal Kertx–Ienikale) es van aixecar fins a la seva posició final l'agost i l'octubre d'aquell any.
L'octubre de 2017, el Director de la Guàrdia Nacional de Rússia, Víktor Zolotov va anunciar la formació d'una nova "brigada marítima", amb la finalitat de protegir el pont com a part del Districte Militar del Sud de Rússia. El desembre de 2017 tots els pilars i travessers de la carretera estaven completats, l'abril de 2018 es va encimentar el pont de la carretera, i després d'algunes proves es va considerar que el pont estava a punt per funcionar.
El 15 de maig de 2018, el president Vladímir Putin va encapçalar un comboi de camions, conduint-ne un ell mateix, que va travessar el pont com a cerimònia d'inauguració. El pont es va obrir al trànsit de vehicles (excepte camions) el 16 de maig de 2018 i als camions el primer d'octubre.
La construcció del pont ferroviari va continuar. El juny de 2018 es va acabar la instal·lació dels pilons i el juliol de 2018 va començar el desplegament de les vies.
L'octubre de 2018, l'Administració russa de Carreteres de Taman va informar que quan s'estava col·locant un dels trams del pont ferroviari, es va inclinar i va caure al mar. Això va passar a la secció de mar entre el cordó de Tuzla i l'illa de Tuzla. El novembre de 2018 els pilars del ferrocarril estaven acabats.
El 24 de març de 2019, el centre de premsa del pont va informar de l'acabament de la construcció dels trams del pont ferroviari, i el 19 de juliol va informar de l'acabament de les vies de tren del pont. L'octubre de 2019, la inauguració per a trens de mercaderies es va posposar fins 2020, sent-ne la causa oficial un retard en la construcció del ferrocarril de connexió provocat per un descobriment arqueològic a la península de Kertx. La venda de bitllets de tren per travessar l'estret de Kertx va començar el novembre de 2019. El 18 de desembre de 2019 es va declarar que el pont ferroviari estava a punt per entrar en funcionament, i el President Putin el va inaugurar oficialment el 23 de desembre. El primer tren regular de passatgers va travessar el pont el 25 de desembre de 2019, mentre que el pont es va obrir als trens de mercaderies el 30 de juny de 2020.
El disseny del pont ferroviari té prevista la instal·lació d'una catenària per electrificar els trens "quan es prengui aquesta decisió", sense modificar cap de les estructures del pont. Mentre no es produeixi l'electrificació, el servei es dona actualment amb màquines dièsel.

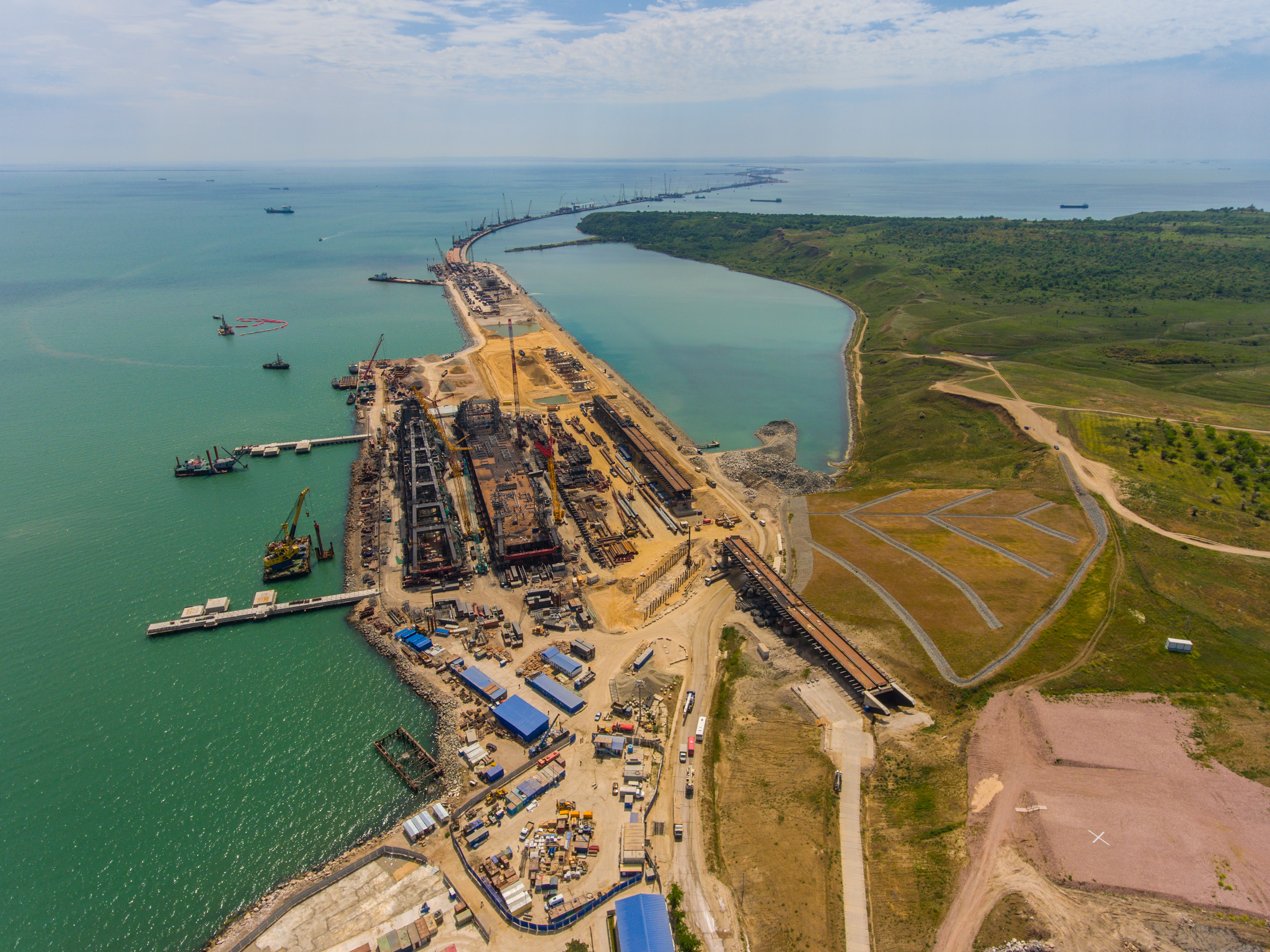
Construcció de suports i instal·lació dels primers trams del pont ferroviari per la banda de Kertx. Al mateix temps, el lloc de construcció es reomple, i comença el muntatge dels arcs del pont.
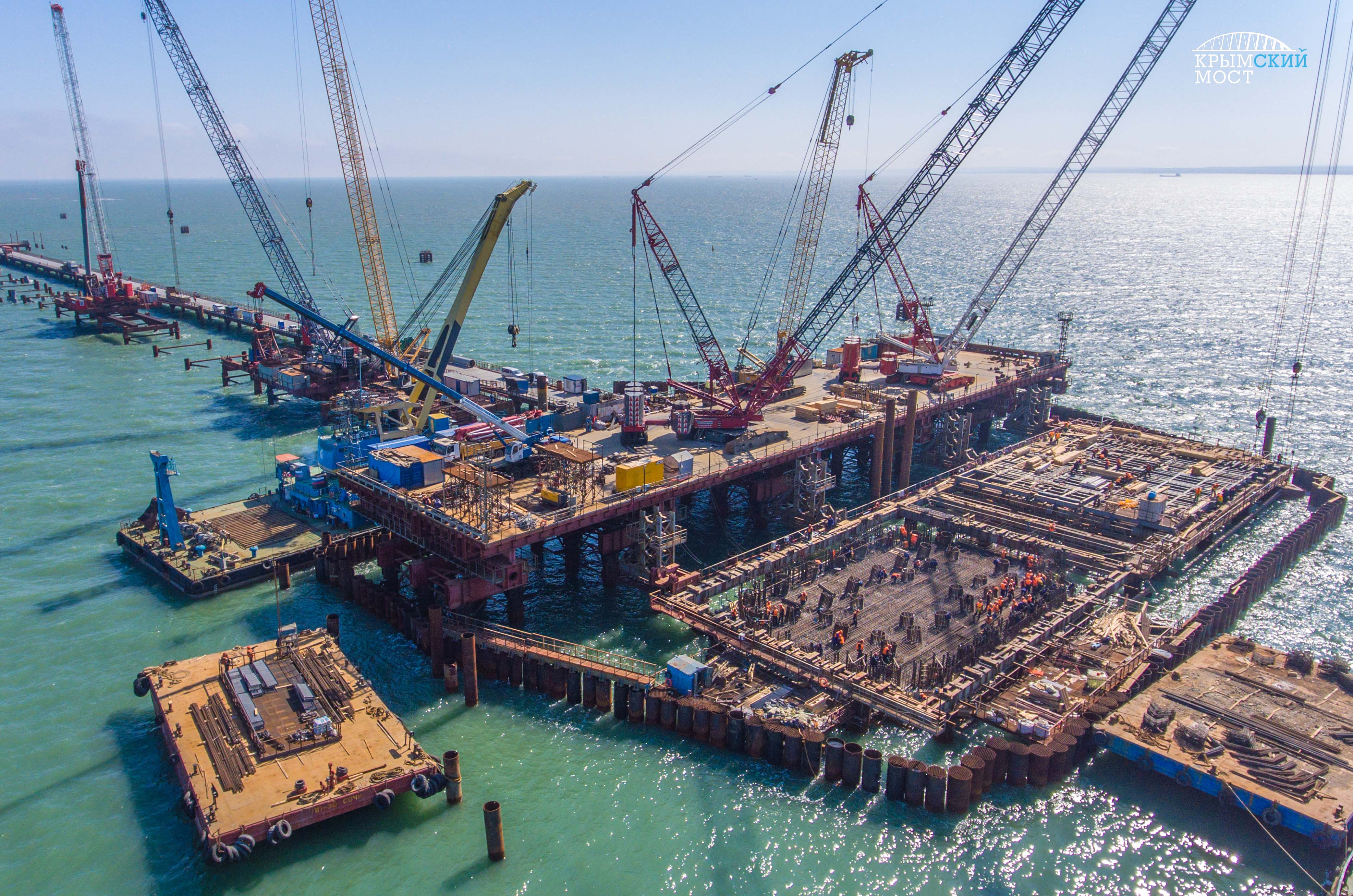
Construcció dels pilars del pont.
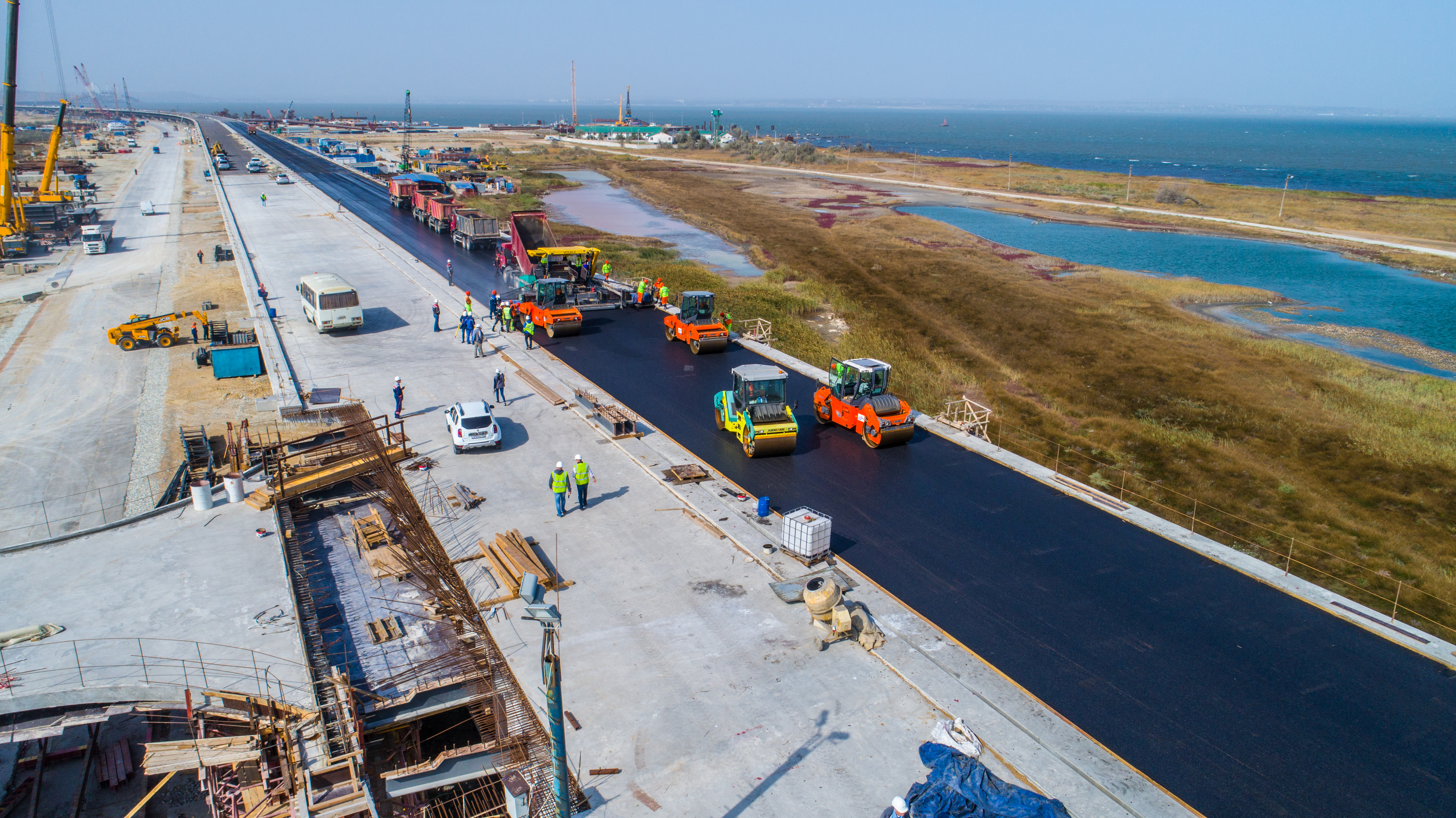
Asfaltant la secció acabada del pont de carretera per la banda de Taman. A la banda oposada, s'estan fent obres per connectar la rampa temporal amb el pont.
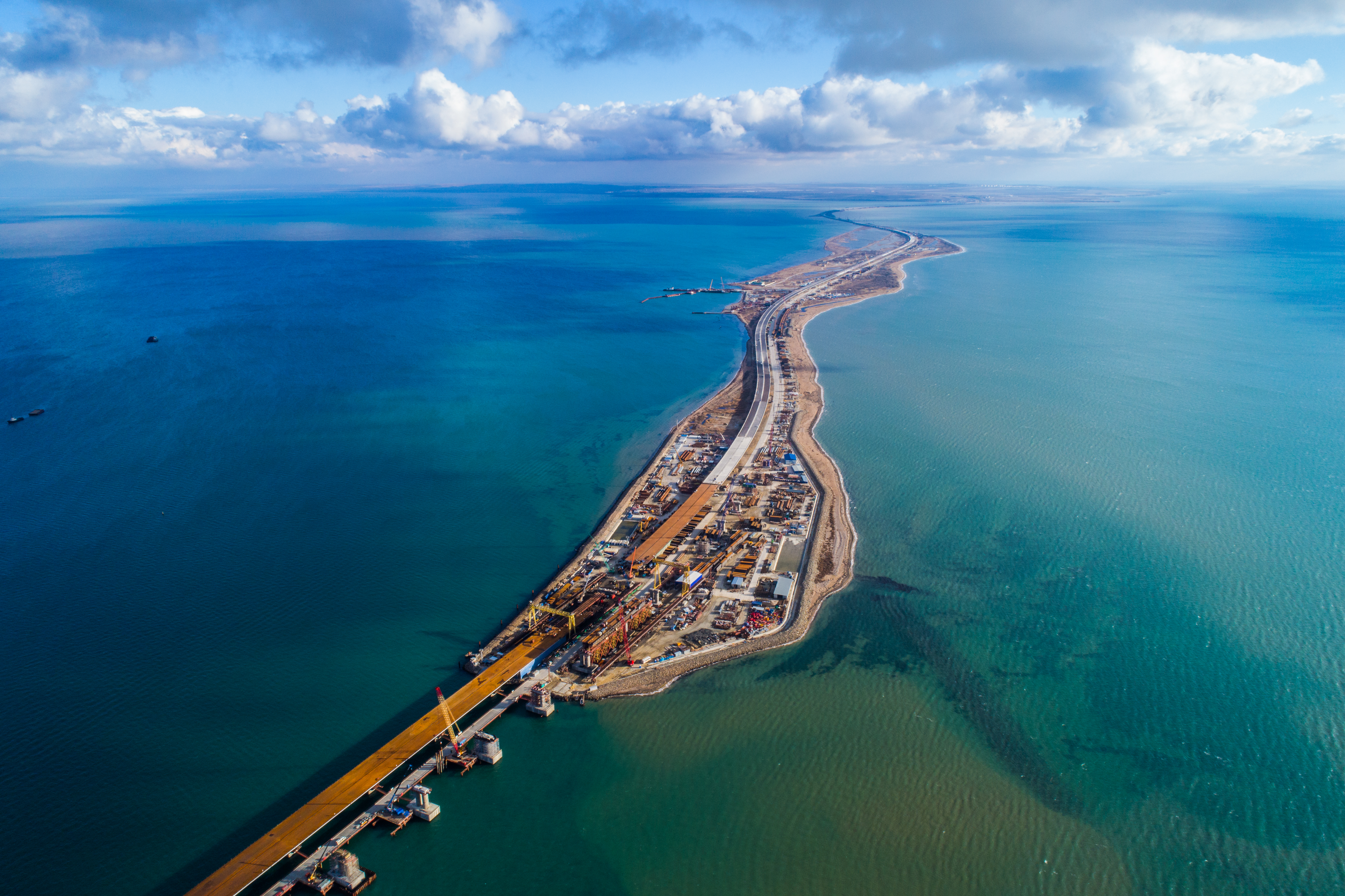
Col·locació de ciment i asfalt als trams elevats de l'illa de Tuzla.
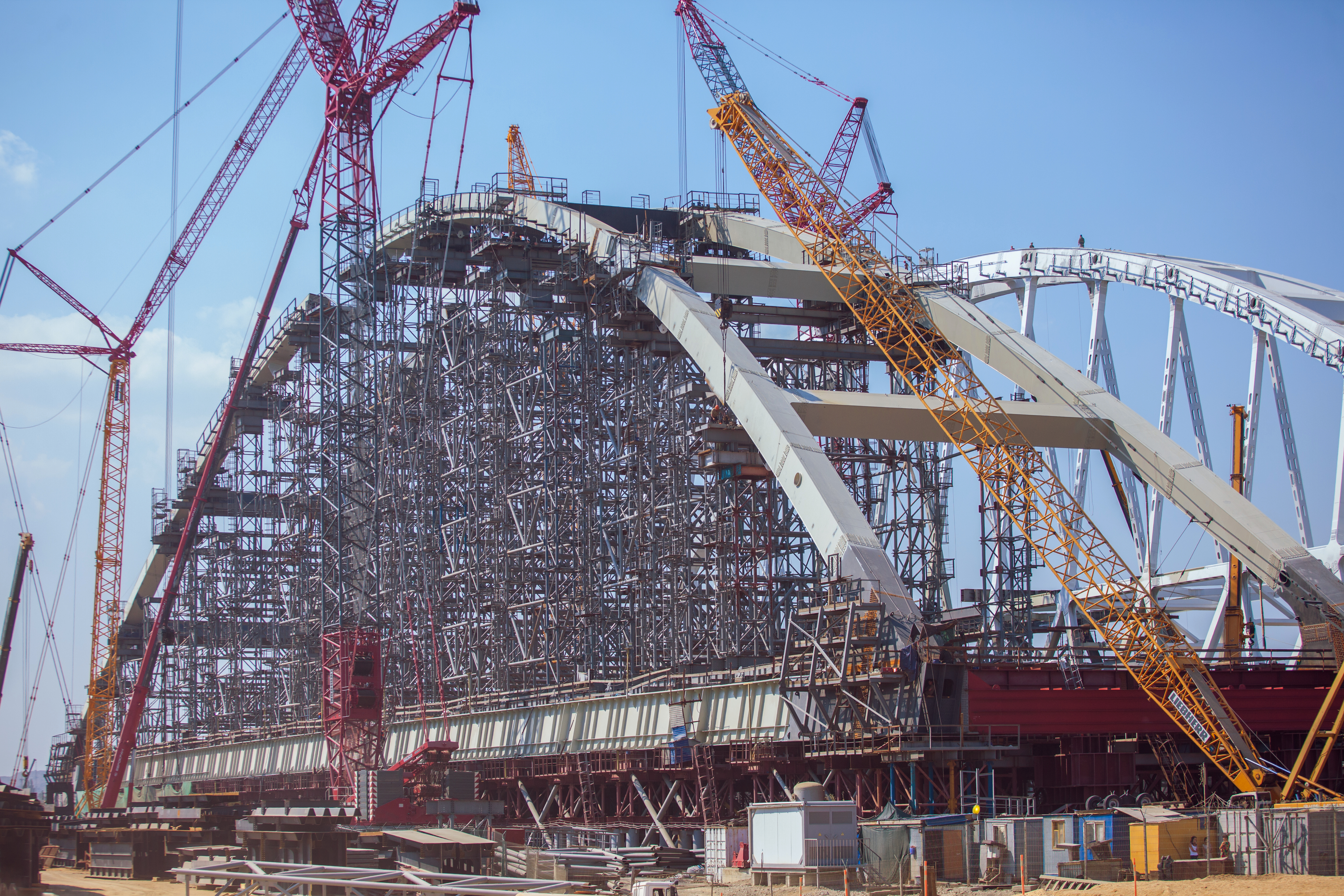
Acabant el muntatge dels arcs a l'escar i preparant-los per al transport i la instal·lació als suports del canal.
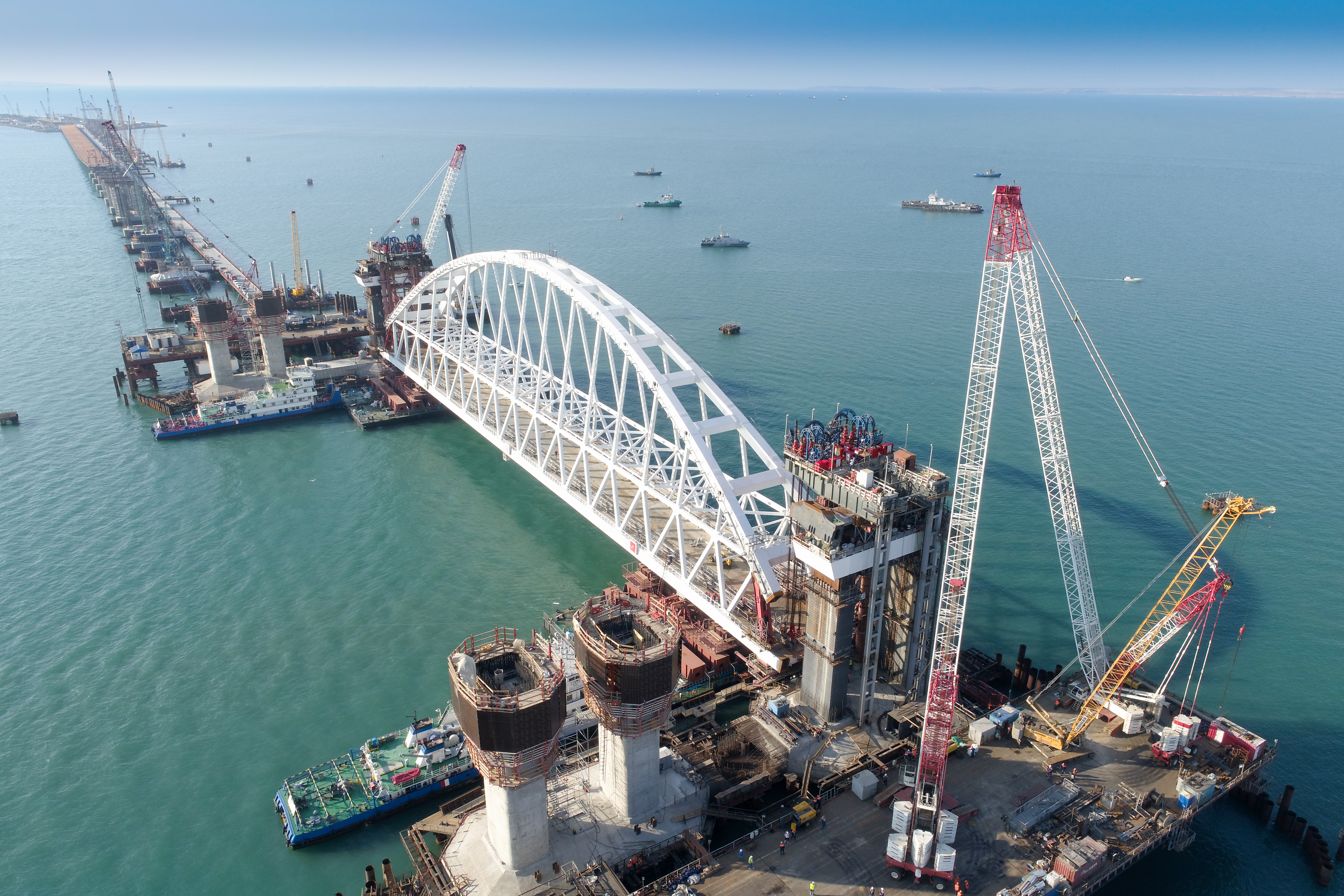
La instal·lació de l'arc ferroviari l'agost de 2017.
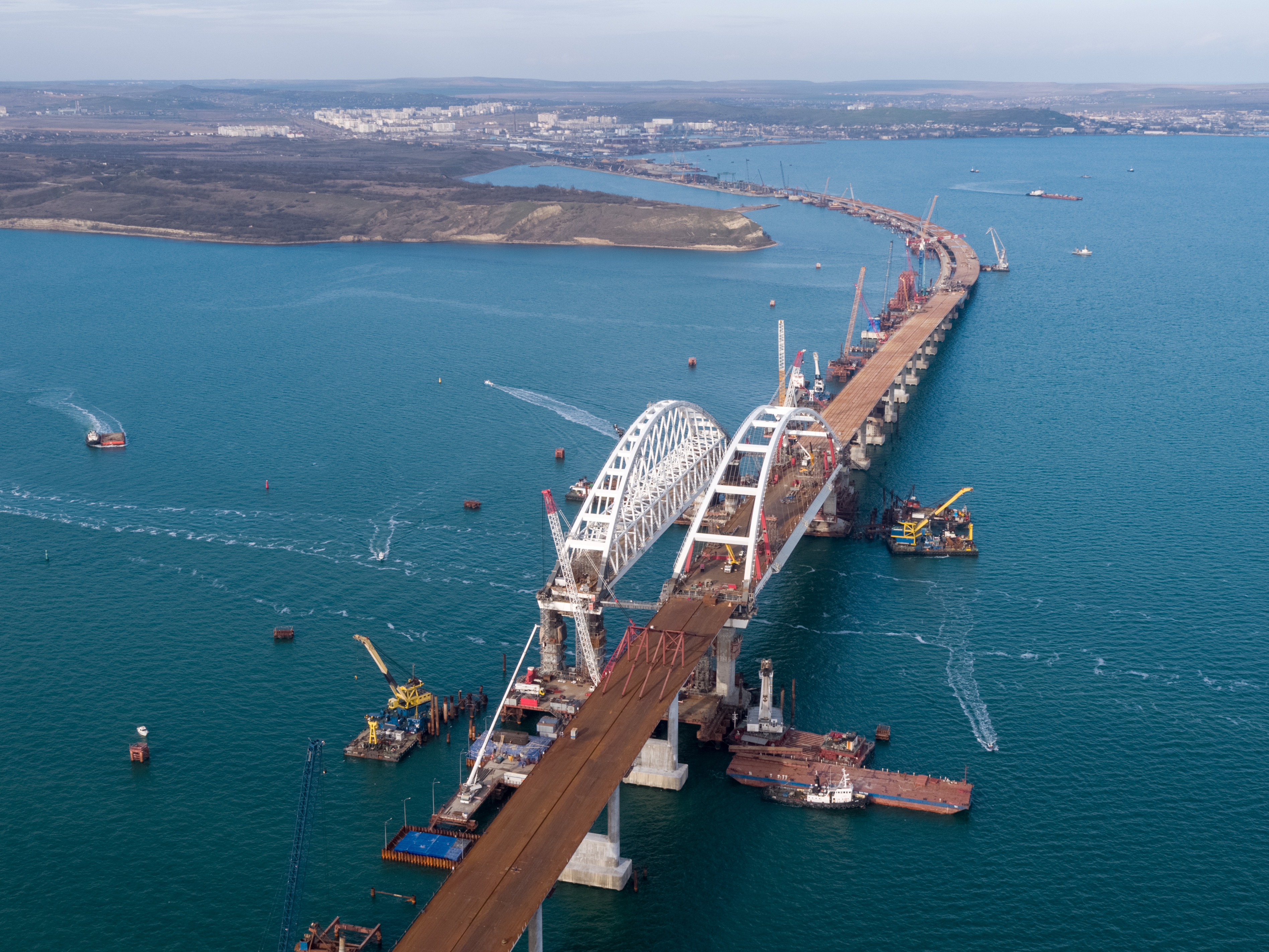
Els arcs del pont instal·lats, i el procés de col·locació dels trams del pont de carretera a l'arc.
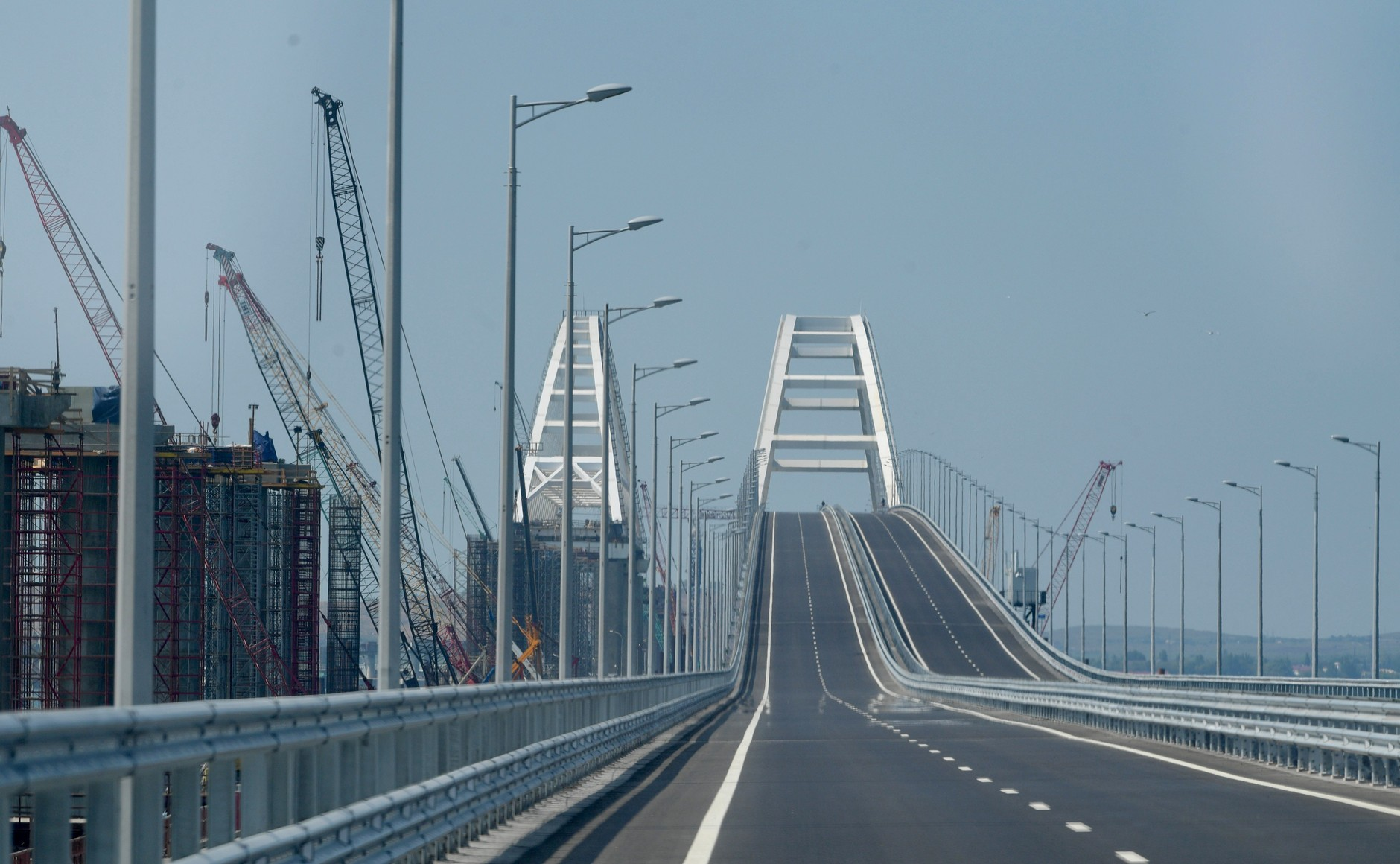
El pont de carretera el 15 de maig de 2018. El pont ferroviari – llavors en construcció – és visible a l'esquerra

## Funcionament i impacte

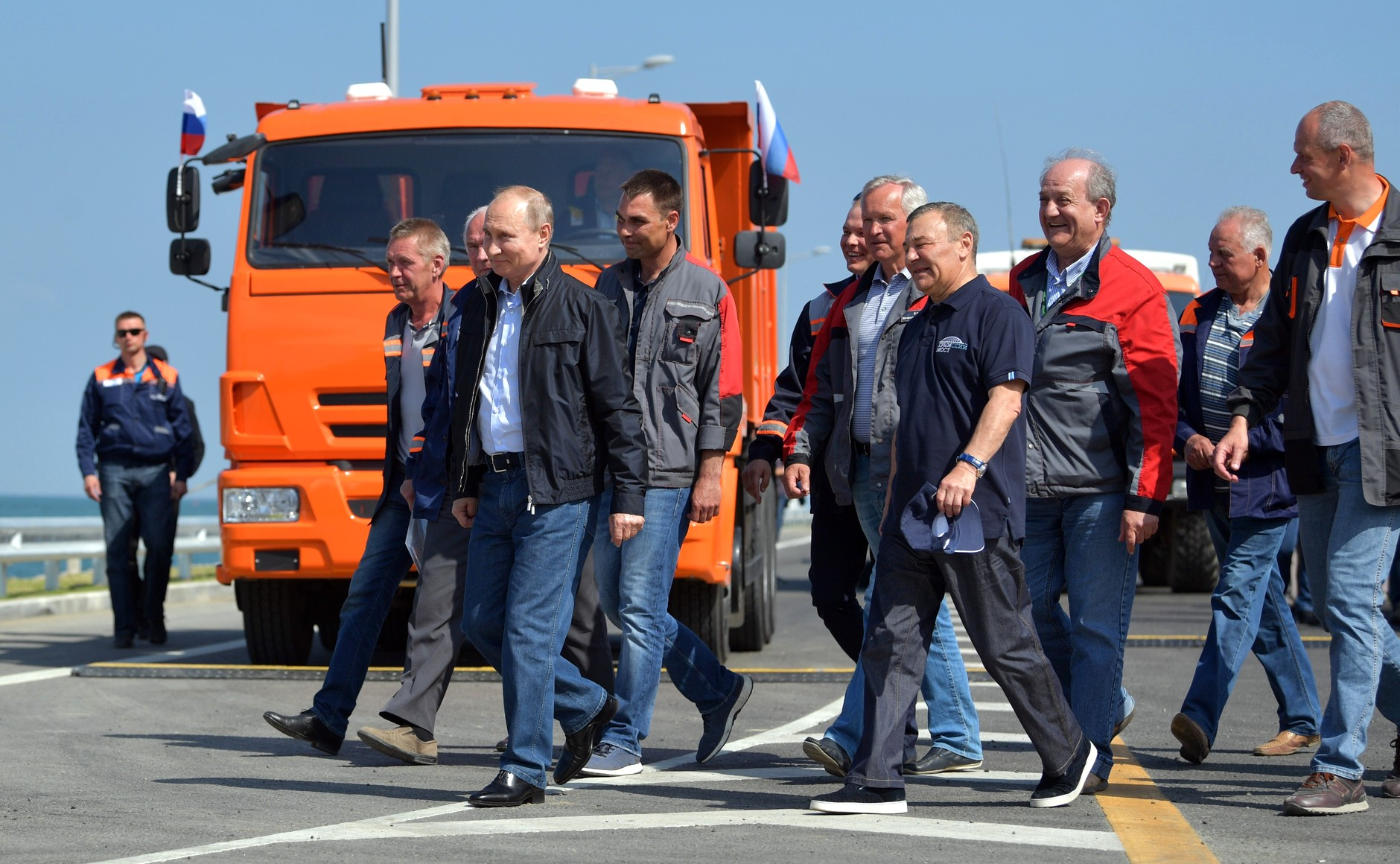
El president Putin a la cerimònia d'inauguració de la carretera del pont, el 15 de maig de 2018

El pont amb la carretera, inaugurat el 2018, va passar ràpidament a ser la ruta preferida de comunicació de Crimea amb la resta del territori rus de facto, per davant del ferri de l'estret de Kertx. En les primeres 12 hores de funcionament, el pont va batre el rècord de trànsit del ferri, que s'havia establert l'agost de 2017. Després de l'obertura del pont als camions l'octubre de, el transport de camions mitjançant el ferri pràcticament es va acabar. Després del primer any complet de funcionament (maig 2018 – maig 2019) la carretera del pont havia portat més del triple de trànsit que el ferri en tot 2017. Com que el pont és gratuït, al contrari que el ferri, es diu que els usuaris del pont van estalviar més de 16 mil milions de rubles. S'ha dit que el pont ha contribuït a un augment del nombre de turistes que visiten Crimea, ja que el trànsit pel pont és màxim en els mesos d'estiu – el 5 d'agost de 2018 el pont va batre el rècord diari de trànsit de cotxes, amb 32.000 vehicles travessant-lo, seguit de més de 33.000 vehicles el 12 d'agost del mateix any i més de 35.000 l'any següent.
Per contra, la baixada de preus a Crimea, que s'esperava que passés després de la inauguració de la carretera del pont, no va produir-se. Segons l'administració russa local, aquesta situació es manté perquè els grans grups comercials no treballen a Crimea, bé pel risc de ser sancionats, o perquè consideren que Crimea és un "cul de sac logístic", encara que hi ha expectatives que la inauguració del pont ferroviari contribuirà a una baixada de preus d'alguns productes.
Ucraïna, que té dos ports principals al mar d'Azov (Mariúpol i Berdiansk) per on exporta acer i productes agrícoles, ha denunciat que Rússia utilitza el pont com a part d'un bloqueig híbrid encobert dels ports ucraïnesos al mar d'Azov, i que les inspeccions russes dels vaixells han augmentat dràsticament des de la inauguració del pont el maig de 2018, amb alguns vaixells forçats a esperar fins a tres dies per poder passar. El tram principal del pont està entre 33 i 35 m per damunt del nivell del mar; l'autoritat marítima ucraïnesa diu que molts vaixells són massa grans per passar amb seguretat per sota el pont. El vaixell de càrrega a granel Copan (tonatge de pes mort 17.777 tones) va solucionar el problema retallant el cim del seu màstil. El 26 d'octubre de 2018 The Globe and Mail, citant fonts ucraïneses, va informar que el pont havia reduït el transport des dels ports ucraïnesos del mar d'Azov en aproximadament un 25%. El novembre de 2018, en la zona propera al pont, es va produir l'incident de l'estret de Kertx, quan la marina russa va dir que tres vaixells ucraïnesos havien entrat en aigües territorials russes. Les forces russes van apresar els vaixells i en van arrestar les tripulacions. Durant aquest temps, el pas per l'estret va quedar bloquejat per un vaixell de càrrega molt gran, col·locat sota el pont per evitar que no en passés cap més. Com a resposta, Ucraïna va declarar la llei marcial en algunes regions del país durant 30 dies.

## Arqueologia
Es va trobar un tros d'una estàtua de terracota grega durant la construcció del Pont de Crimea, en les excavacions submarines prop del cap Ak-Burun. Segons els arqueòlegs, és una troballa única, perquè és la primera del seu tipus que es troba a la zona nord de la Mar Negra.

## En la cultura popular
El director de cinema rus Tigran Keosayan va fer una comèdia romàntica sobre la construcció del pont titulada El Pont de Crimea. Fet amb Amor!. Es va estrenar als cinemes de Rússia el primer de novembre de 2018.

## Galeria

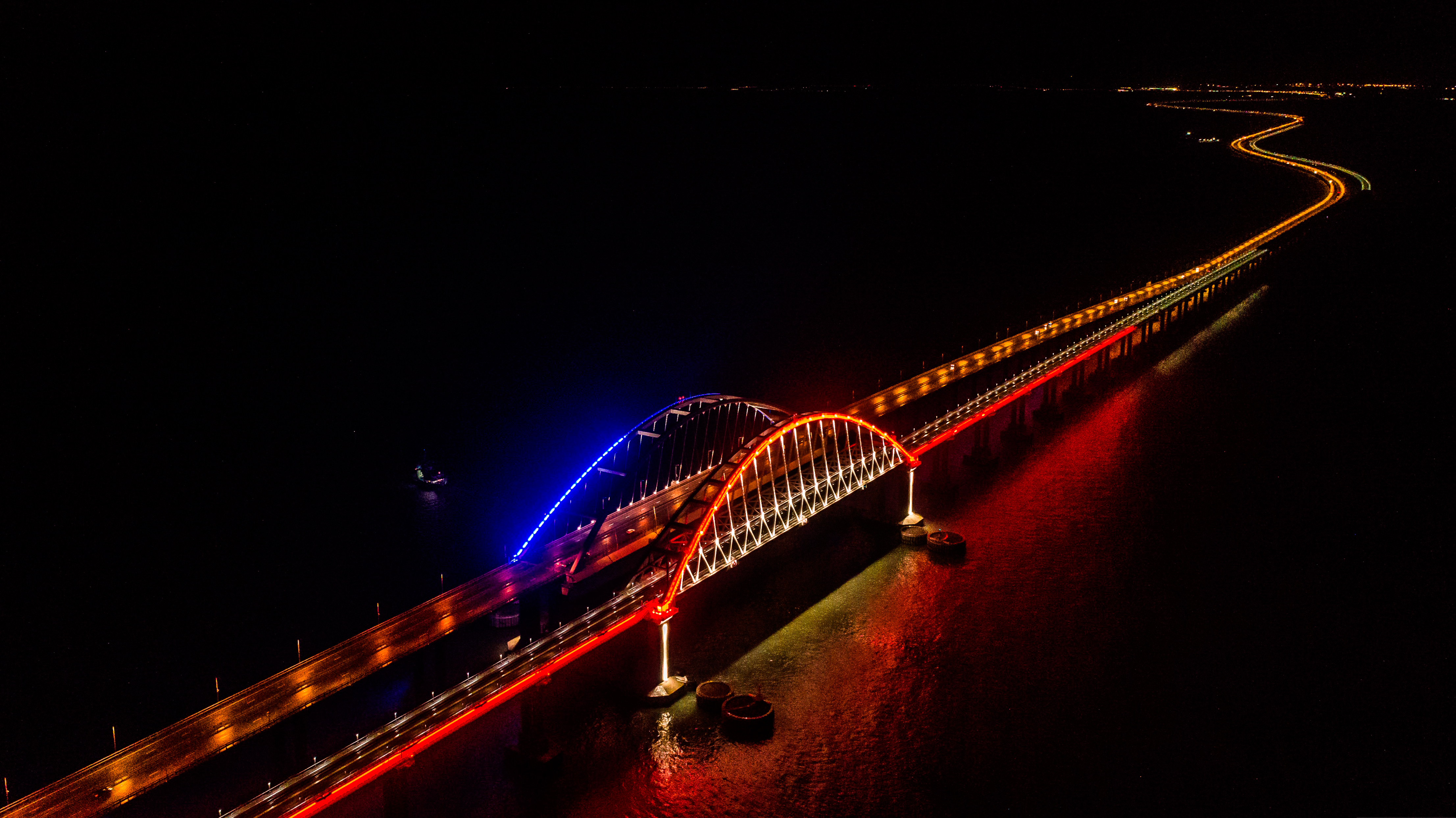
El Pont de Crimea de nit
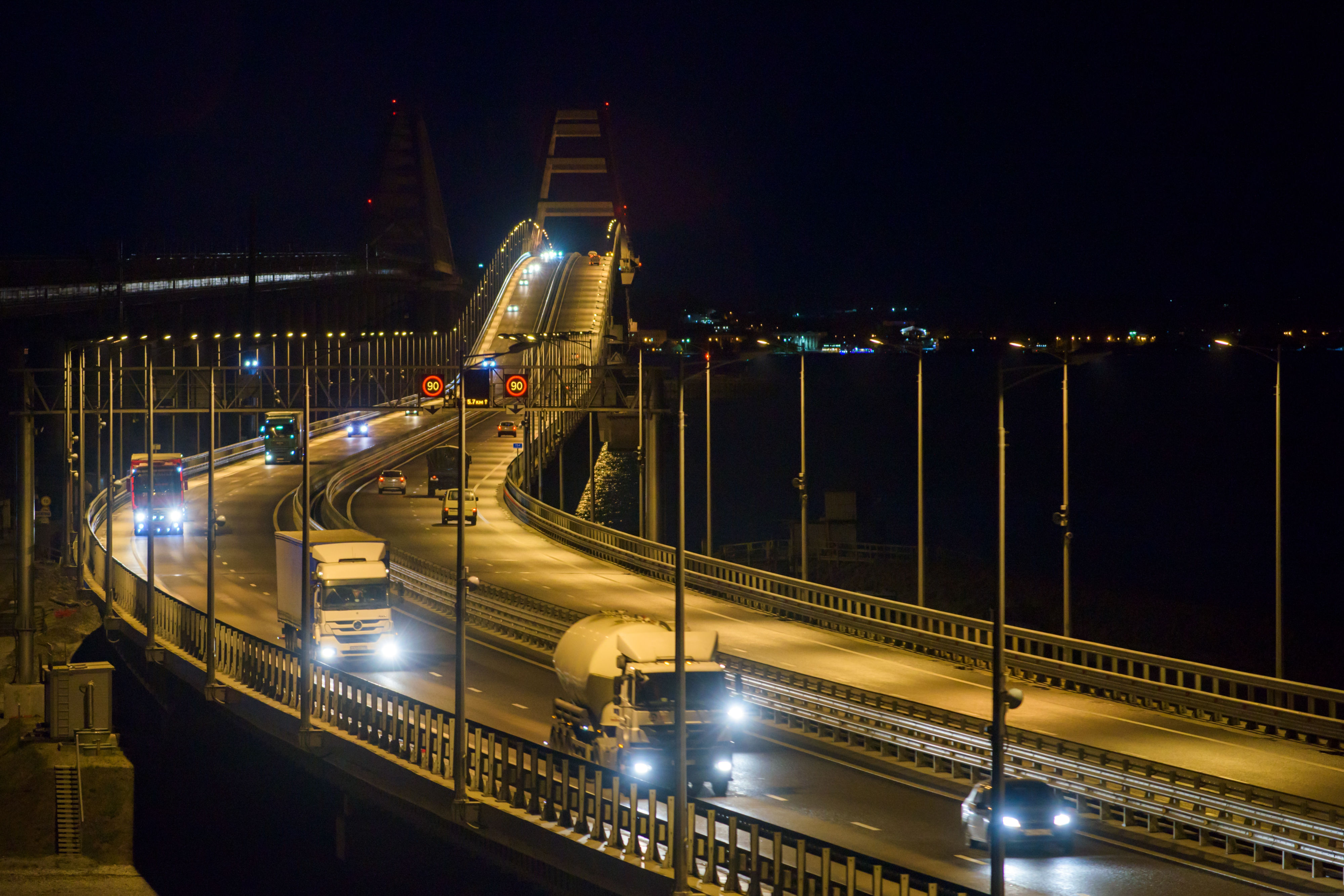
Trànsit al Pont de Crimea, vista en la direcció de Kertx.
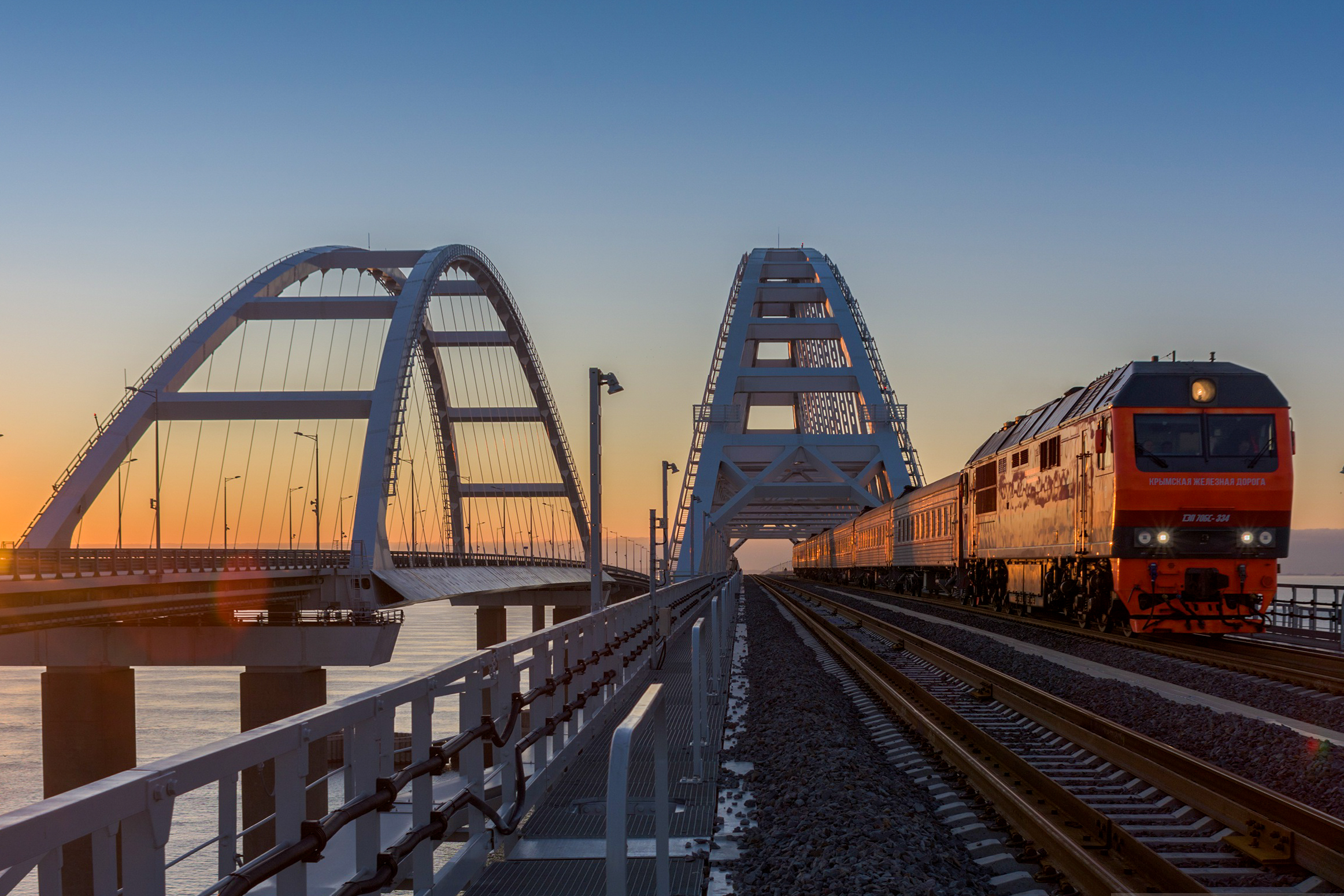
Tren travessant el Pont de Crimea
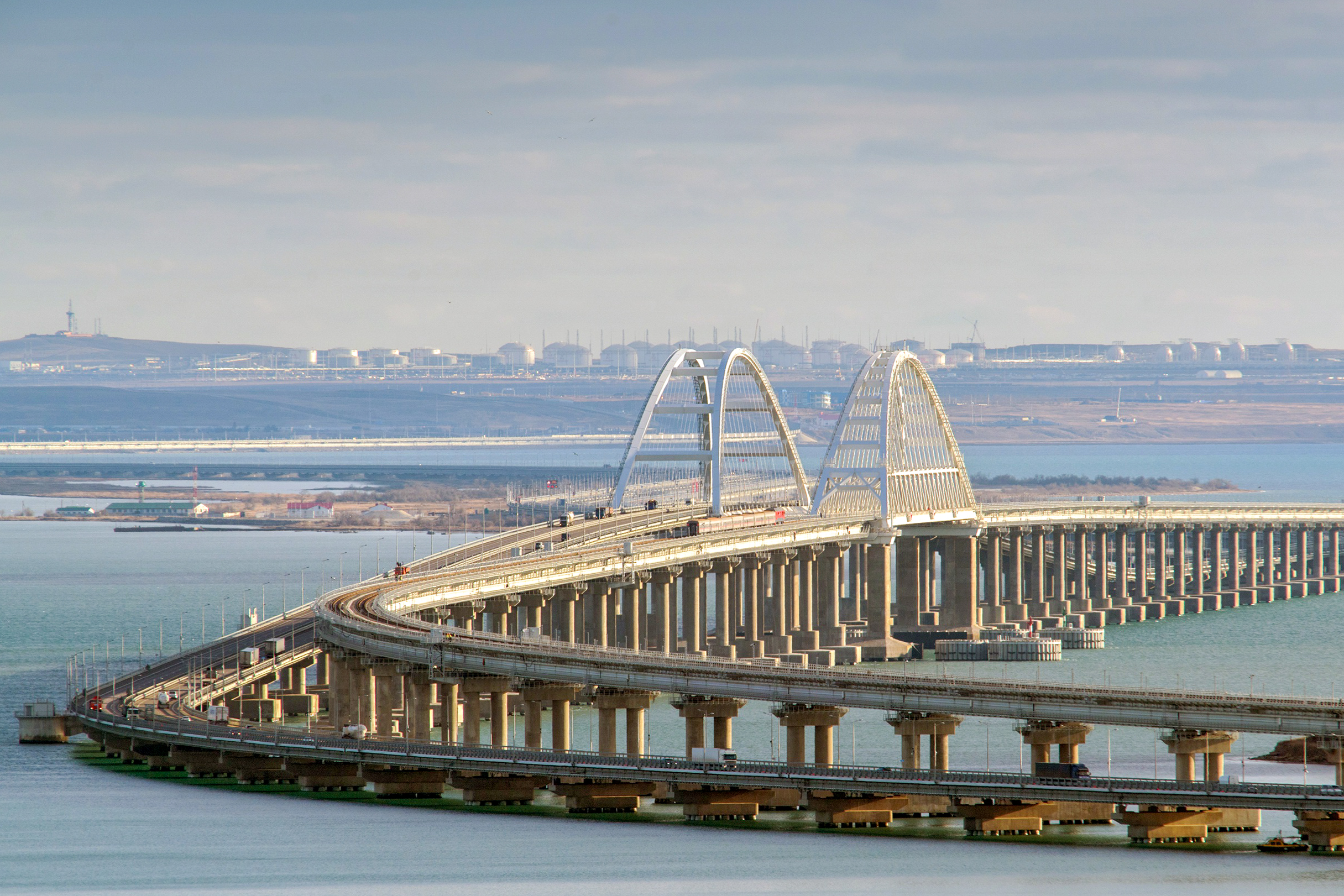
El Pont de Crimea el maig de 2020. La infraestructura del port de Taman es veu al fons
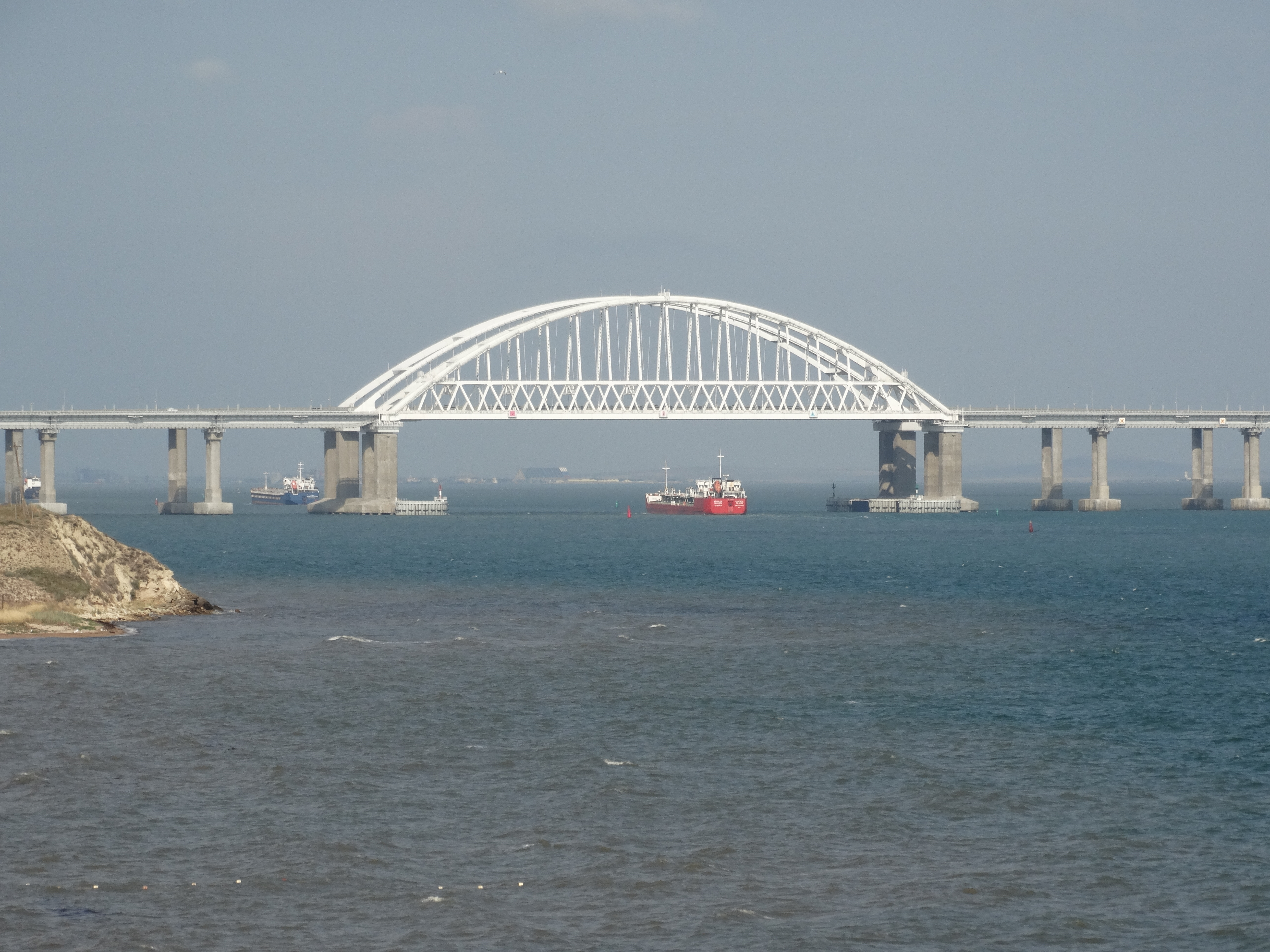
Un vaixell passant per sota del Pont de Crimea
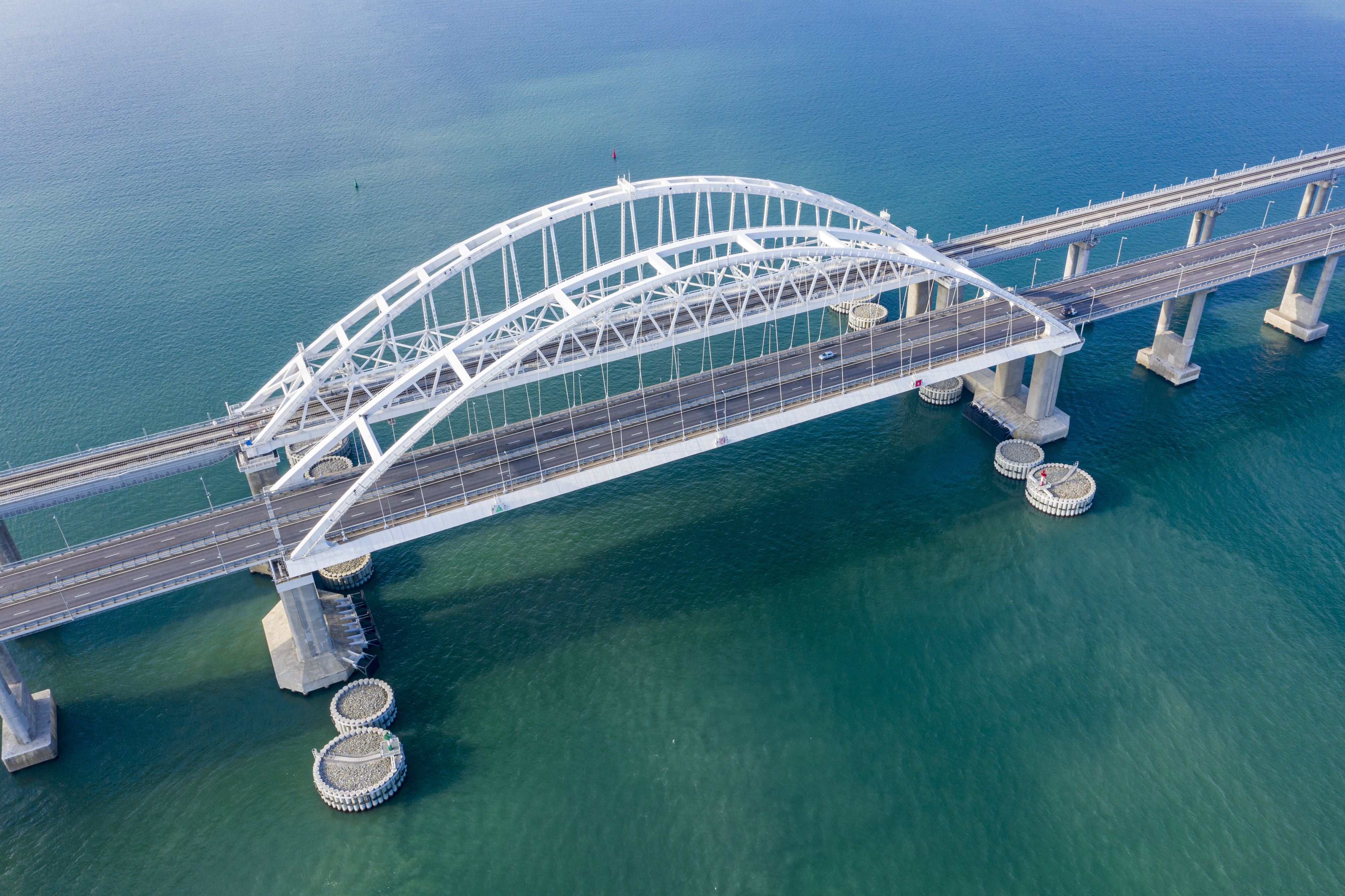
Vista aèria del Pont de Crimea